# Таино (Варезе)
Таино (итал. Taino) је насеље у Италији у округу Варезе, региону Ломбардија.
Према процени из 2011. у насељу је живело 3706 становника. Насеље се налази на надморској висини од 261 м.

## Становништво
Према резултатима пописа становништва 2011. у општини је живело 3.762 становника.
| 1931. | 1936. | 1951. | 1961. | 1971. | 1981. | 1991. | 2001. | 2011. |
| ----- | ----- | ----- | ----- | ----- | ----- | ----- | ----- | ----- |
| 1.538 | 1.609 | 2.095 | 2.304 | 2.583 | 2.760 | 2.928 | 3.185 | 3.762 |